# Karl Kern (Politiker)
Karl Kern (* 18. Mai 1900 in Kirchhausen; † 14. Oktober 1974 in Heilbronn) war ein deutscher Politiker der CDU und Mitglied des Deutschen Bundestages.

## Leben
Kern war nach dem Besuch der Volksschule seit 1920 Arbeiter bei den NSU Motorenwerken. Bereits im Jahr 1917 war er der Gewerkschaft beigetreten, als er in einem anderen Unternehmen anfing zu arbeiten. Kern war Mitbegründer des christlichen Verbandes der Metallarbeiter in Neckarsulm, bis 1933 war er Mitglied des Gemeinderates in Kirchhausen. Bei den NSU-Werken war er von 1929 bis 1934 und dann erneut ab 1945 Mitglied des Betriebsrats, ab 1948 als stellvertretender Vorsitzender.

## Politik
Kern trat 1949 der CDU bei, bereits seit 1948 gehörte er wieder dem Gemeinderat in Kirchhausen an. Ab 1948 saß er zudem im Kreistag von Heilbronn. In der ersten Legislaturperiode von 1949 bis 1953 war er Mitglied des Deutschen Bundestages. Er zog mit einem Mandat der CDU-Ergänzungsliste Württemberg-Baden ein und war im Parlament Ordentliches Mitglied beim Ausschuss für Verkehrswesen und beim Ausschuss für Post- und Fernmeldewesen.